# チャーチル ノルマンディーの決断
『チャーチル ノルマンディーの決断』（チャーチル ノルマンディーのけつだん、Churchill）は、2017年のイギリスの伝記映画。監督はジョナサン・テプリツキー、出演はブライアン・コックスとミランダ・リチャードソンなど。
第二次世界大戦中、時のイギリス首相ウィンストン・チャーチルのノルマンディー上陸作戦決行までの96時間を描いた作品。

## キャスト
- ウィンストン・チャーチル：ブライアン・コックス
- クレメンタイン・チャーチル：ミランダ・リチャードソン
- ドワイト・D・アイゼンハワー：ジョン・スラッテリー
- ミス・ヘレン・ギャレット：エラ・パーネル
- ジョージ6世：ジェームズ・ピュアフォイ

## 備考
本作は『ウィンストン・チャーチル/ヒトラーから世界を救った男』と同時期に制作された。チャーチル役のゲイリー・オールドマンが特殊メイクで演じたのに対し、本作のチャーチル役のブライアン・コックスは特殊メイクなしで演じた。